# François Ménissier
Pour les articles homonymes, voir Ménissier.
François Ménissier est un organiste français, titulaire de l'orgue Clicquot de Saint-Nicolas des Champs à Paris et professeur au conservatoire de Rouen.

## Biographie
François Ménissier a reçu pour l'orgue l’enseignement de Françoise Billiot, de Norbert Pétry, d’André Stricker et de Louis Thiry. Il s'est aussi perfectionné auprès d’André Isoir, Bernard Lagacé ou encore Harald Vogel dans le cadre d’académies internationales. Il est lauréat du Concours International J.-S. Bach de Toulouse (1981).
François Ménissier a enseigné l'orgue aux conservatoires de Forbach (1985-1999) et de Saint-Avold en Moselle (1986-1998) ; il enseigne actuellement au Conservatoire National de Région de Rouen (depuis 2000). Il intervient également dans le cadre de stages de perfectionnement : Académie de l’orgue de Saint-Dié, Orgues en Cévennes, Cycle d’orgue en Haute-Corrèze, Bad-Sobernheimer Meisterkurs. Il enseigne enfin au stage d’orgue de Béthune, aux côtés de Benjamin Alard.
François Ménissier a exprimé un vif intérêt pour la restauration et la conservation des instruments anciens ; il est membre rapporteur de la Commission supérieure des orgues historiques du Ministère de la Culture (Direction du Patrimoine) depuis 1998, et membre de la Commission des orgues du Diocèse de Paris. Auteur de recherches et de publications sur la lignée des facteurs d’orgues Verschneider et Dalstein-Haerpfer (XIXe siècle), il a mené à terme, aux côtés de Christian Lutz, l’Inventaire technique et historique des Orgues de Moselle (4 tomes, 1998-1999, édition Serpenoise) . Il a également participé à des publications de la FFAO ou de La Flûte harmonique (actes sur l’orgue de la chapelle de la Sorbonne, en 2000).
François Ménissier se produit en concert en soliste, aussi bien en France qu’à l’étranger (Allemagne, Pays-Bas, Belgique, Italie, Suisse, Autriche, Danemark, Espagne, Japon, Luxembourg). Il a joué également en ensemble, avec la Psalette de Lorraine (sous la direction de Pierre Cao), la Maîtrise de Haute-Bretagne (dirigée par Jean-Michel Noël), l’Ensemble Gilles Binchois (et Dominique Vellard), le Chœur de Chambre de Namur, l’Ensemble Les Meslanges (et Thomas van Essen), l’Ensemble A Sei Voci, l’orchestre de chambre Les Musiciens (au Luxembourg). Il est aussi partenaire de Luc Marchal (hautbois baroque) ou Jacques Bona (basse). En tant que professeur d’orgue au C.N.R. de Rouen, il se produit en concert avec les ensembles du C.N.R. : la Maîtrise et l’Ensemble vocal du C.N.R. de Rouen (tous deux dirigés par Pascal Hellot), l’Orchestre symphonique du C.N.R. de Rouen (dirigé par Claude Brendel), le Chœur de Chambre de Rouen.
François Ménissier a enregistré pour France-Musique, Radio Südwestfunk, K-Radio-Omroep-Holland et pour la Radio Télévision Belge Francophone (R.T.B.F.). Discographie : Georg Boehm (Adda/K617), Alexandre Boëly (Tempéraments/Radio-France), Johannes Brahms (œuvre intégrale chez Éditions Hortus, Diapason d'Or 2004), J. S. Bach (Wergo-Schott 1998, Éditions Hortus 2002), Mendelssohn et Rheinberger (K617, coffret Orgues en Lorraine 1994).
François Ménissier est co-titulaire du Grand-Orgue Clicquot de l’église Saint-Nicolas des Champs à Paris et conservateur de l’orgue Renaissance de l’église Saint-Thomas de Cantorbéry à Mont-Saint-Aignan. Il a été (1989-2003) titulaire de l’orgue Silbermann de Saint-Thomas à Strasbourg.